# Torneo Preolímpico Masculino 3x3 FIBA 2020
Ocho equipos clasificarán para el torneo olímpico de baloncesto masculino 3x3.

## Formato
Cuatro equipos clasificarán según la lista de clasificación mundial del 1 de noviembre de 2019. Japón, como nación anfitriona, tiene garantizado un lugar.
Tres equipos clasificarán a través del Torneo de Clasificación Olímpica FIBA 2020 (OQT). Este será un torneo de 20 equipos. Los equipos que ya se hayan clasificado a través de la lista de clasificación no serán elegibles para jugar en el OQT. Los 20 equipos para el OQT consistirán en el anfitrión del OQT, los tres equipos mejor clasificados en la Copa Mundial masculina de Baloncesto 3x3 de 2019 y 16 equipos en la lista de clasificación mundial (con Japón garantizado un lugar si aún no está calificado) para los Juegos Olímpicos). Los primeros 10 cupos para el OQT están abiertos a cualquier equipo que no se haya clasificado para el torneo olímpico masculino, pero los 10 cupos restantes están sujetos a dos restricciones.
El último lugar se determinará a través del Torneo Olímpico de Clasificación impulsado por la Universalidad (UOQT). Este será un torneo de 6 equipos. Los equipos ya calificados a través de la lista de clasificación o el OQT no serán elegibles para jugar en el UOQT. Además, cualquier equipo que haya tenido un equipo masculino o femenino en los torneos baloncesto en los Juegos Olímpicos de Verano 2012 o baloncesto en los Juegos Olímpicos de Verano 2016 no es elegible para el UOQT. Los 6 equipos para el UOQT consistirán en el anfitrión UOQT y 5 equipos en la lista de clasificación mundial (con Japón garantizado un lugar si aún no está calificado para los Juegos Olímpicos; Japón es elegible para el UOQT a pesar de que un equipo femenino juegue baloncesto en el Juegos Olímpicos de Verano 2016).

## Clasificación mundial
Los 4 mejores equipos (3 si Japón usa la cuota de anfitriones en el torneo masculino) en la lista de clasificación de baloncesto masculino FIBA 3x3 el 1 de noviembre de 2019 calificarán para los Juegos Olímpicos. Estas clasificaciones también se utilizan para determinar los participantes en OQT y UOQT.

## OQT
Los equipos ya clasificados para los Juegos Olímpicos están excluidos. El anfitrión del OQT, los tres mejores equipos de la Copa del Mundo y 16 equipos de las clasificaciones (incluido Japón, si aún no están clasificados) competirán por 3 lugares de clasificación olímpica. El torneo estaba inicialmente programado para llevarse a cabo en Bangalore, India del 18 al 22 de marzo de 2020, pero fue pospuesto debido a la Pandemia de enfermedad por coronavirus de 2019-2020. El torneo fue movido a Graz, Austria y se celebrara del 26 al 30 de mayo de 2021.

### Equipos clasificados
| Clasificación            | Fecha                  | Sede       | Plazas | Equipos clasificados |
| ------------------------ | ---------------------- | ---------- | ------ | --- |
| País anfitrión OQT       | —                      | —          | 1      | Austria |
| Copa Mundial 3x3 de 2019 | 23 de junio de 2019    | Ámsterdam  | 3      | Estados Unidos Letonia Polonia |
| Ranking de FIBA 3x3      | 1 de noviembre de 2019 | Utsunomiya | 16     | Mongolia Eslovenia Países Bajos Francia Lituania Brasil Bélgica Qatar Canadá Croacia Filipinas Corea del Sur Turquía República Checa Kazajistán República Dominicana |
| Total                    |                        |            | 20     | |

### Primera Fase

#### Grupo A
| Pos. | Equipo          | PJ | G | P | PF | PC | DP  | Clasificación |       | Bandera de Polonia | Bandera de Brasil | Bandera de Mongolia | Bandera de Turquía | Bandera de República Checa |
| ---- | --------------- | -- | - | - | -- | -- | --- | ------------- | ----- | ------------------ | ----------------- | ------------------- | ------------------ | -------------------------- |
| 1    | Polonia         | 4  | 3 | 1 | 69 | 59 | +10 | Fase final    |       | —                  | 13–12             | 18–22               | 21–10              | 17–15                      |
| 2    | Brasil          | 4  | 3 | 1 | 72 | 43 | +29 | Fase final    |       | 12–13              | —                 | 18–10               | 21–6               | 21–14                      |
| 3    | Mongolia        | 4  | 2 | 2 | 69 | 70 | −1  |               |       | 22–18              | 10–18             | —                   | 21–13              | 16–21                      |
| 4    | Turquía         | 4  | 1 | 3 | 49 | 80 | −31 |               | 10–21 | 6–21               | 13–21             | —                   | 20–17              |                            |
| 5    | República Checa | 4  | 1 | 3 | 67 | 74 | −7  |               | 15–17 | 14–21              | 21–16             | 17–20               | —                  |                            |

 Fuente: FIBA
Criterios de clasificación: 1) Victorias; 2) Enfrentamientos directos; 3) Puntos anotados; 4) Diferencia de puntos.

#### Grupo B
| Pos. | Equipo         | PJ | G | P | PF | PC | DP  | Clasificación |       | Bandera de Estados Unidos | Bandera de Lituania | Bandera de Bélgica | Bandera de Corea del Sur | Bandera de Kazajistán |
| ---- | -------------- | -- | - | - | -- | -- | --- | ------------- | ----- | ------------------------- | ------------------- | ------------------ | ------------------------ | --------------------- |
| 1    | Estados Unidos | 4  | 3 | 1 | 80 | 62 | +18 | Fase final    |       | —                         | 21–20               | 16–20              | 21–3                     | 22–19                 |
| 2    | Lituania       | 4  | 3 | 1 | 79 | 58 | +21 | Fase final    |       | 20–21                     | —                   | 17–16              | 22–12                    | 21–9                  |
| 3    | Bélgica        | 4  | 3 | 1 | 77 | 60 | +17 |               |       | 20–16                     | 16–17               | —                  | 22–14                    | 19–13                 |
| 4    | Corea del Sur  | 4  | 1 | 3 | 50 | 78 | −28 |               | 3–21  | 12–22                     | 14–22               | —                  | 21–13                    |                       |
| 5    | Kazajistán     | 4  | 0 | 4 | 54 | 83 | −29 |               | 19–22 | 9–21                      | 13–19               | 13–21              | —                        |                       |

 Fuente: FIBA
Criterios de clasificación: 1) Victorias; 2) Enfrentamientos directos; 3) Puntos anotados; 4) Diferencia de puntos.

#### Grupo C
| Pos. | Equipo               | PJ | G | P | PF | PC | DP  | Clasificación |       | Bandera de Francia | Bandera de Eslovenia | Bandera de la República Dominicana | Bandera de Catar | Bandera de Filipinas |
| ---- | -------------------- | -- | - | - | -- | -- | --- | ------------- | ----- | ------------------ | -------------------- | ---------------------------------- | ---------------- | -------------------- |
| 1    | Francia              | 4  | 4 | 0 | 76 | 48 | +28 | Fase final    |       | —                  | 19–17                | 21–7                               | 21–10            | 15–14                |
| 2    | Eslovenia            | 4  | 2 | 2 | 73 | 62 | +11 | Fase final    |       | 17–19              | —                    | 17–21                              | 18–11            | 21–11                |
| 3    | República Dominicana | 4  | 2 | 2 | 62 | 66 | −4  |               |       | 7–21               | 21–17                | —                                  | 12–17            | 22–11                |
| 4    | Qatar                | 4  | 2 | 2 | 59 | 63 | −4  |               | 10–21 | 11–18              | 17–12                | —                                  | 21–12            |                      |
| 5    | Filipinas            | 4  | 0 | 4 | 47 | 79 | −32 |               | 14–15 | 11–21              | 11–22                | 12–21                              | —                |                      |

 Fuente: FIBA
Criterios de clasificación: 1) Victorias; 2) Enfrentamientos directos; 3) Puntos anotados; 4) Diferencia de puntos.

#### Grupo D
| Pos. | Equipo       | PJ | G | P | PF | PC | DP  | Clasificación |       | Bandera de Letonia | Bandera de los Países Bajos | Bandera de Canadá | Bandera de Austria | Bandera de Croacia |
| ---- | ------------ | -- | - | - | -- | -- | --- | ------------- | ----- | ------------------ | --------------------------- | ----------------- | ------------------ | ------------------ |
| 1    | Letonia      | 4  | 4 | 0 | 84 | 65 | +19 | Fase final    |       | —                  | 21–17                       | 21–16             | 21–14              | 21–18              |
| 2    | Países Bajos | 4  | 2 | 2 | 71 | 69 | +2  | Fase final    |       | 17–21              | —                           | 15–17             | 17–15              | 22–16              |
| 3    | Canadá       | 4  | 2 | 2 | 67 | 69 | −2  |               |       | 16–21              | 17–15                       | —                 | 16–19              | 18–14              |
| 4    | Austria      | 4  | 2 | 2 | 66 | 71 | −5  |               | 14–21 | 15–17              | 19–16                       | —                 | 18–17              |                    |
| 5    | Croacia      | 4  | 0 | 4 | 65 | 79 | −14 |               | 18–21 | 16–22              | 14–18                       | 17–18             | —                  |                    |

 Fuente: FIBA
Criterios de clasificación: 1) Victorias; 2) Enfrentamientos directos; 3) Puntos anotados; 4) Diferencia de puntos.

### Fase Final

#### Cuartos de final
| FECHA              | HORA  |                |     |              | RESULTADO |
| ------------------ | ----- | -------------- | --- | ------------ | --------- |
| 30 de mayo de 2021 | 13:35 | Polonia        | vs. | Eslovenia    | 21-16     |
| 30 de mayo de 2021 | 14:00 | Letonia        | vs  | Lituania     | 21-19     |
| 30 de mayo de 2021 | 15:40 | Estados Unidos | vs. | Países Bajos | 16-21     |
| 30 de mayo de 2021 | 16:05 | Francia        |     | Brasil       | 21-19     |

#### Semifinales
Los dos vencedores de las semifinales obtendrán plaza olímpica.
| FECHA              | HORA  |              |     |         | RESULTADO |
| ------------------ | ----- | ------------ | --- | ------- | --------- |
| 30 de mayo de 2021 | 18:45 | Polonia      | vs. | Letonia | 20-18     |
| 30 de mayo de 2021 | 19:10 | Países Bajos | vs  | Francia | 21-13     |

#### 3er. y 4º Puesto
El vencedor del partido por el tercer puesto también obtendrá la clasificación olímpica para Tokio 2020.
| FECHA              | HORA  |         |     |         | RESULTADO |
| ------------------ | ----- | ------- | --- | ------- | --------- |
| 30 de mayo de 2021 | 21:00 | Letonia | vs. | Francia | 21-15     |

## UOQT
El torneo de Clasificación Olímpica por la universalidad se disputará en Budapest del 4 al 6 de junio de 2021. Los equipos ya calificados para los Juegos Olímpicos quedan excluidos. Los equipos que han tenido equipos en competencias masculinas o femeninas en los Juegos Olímpicos de 2012 o 2016 también están excluidos, a excepción de Japón. El anfitrión de la UOQT y cinco equipos de las clasificaciones (incluido Japón, si aún no está calificado) competirán por un lugar de clasificación olímpica.

### Equipos calificados
| Clasificación       | Fecha                  | Sede | Plazas | Equipos clasificados                       |
| ------------------- | ---------------------- | ---- | ------ | ------------------------------------------ |
| País anfitrión UOQT | —                      | —    | 1      | Hungría                                    |
| Ranking de FIBA 3x3 | 1 de noviembre de 2019 | —    | 5      | Mongolia Eslovenia Ucrania Rumania Bélgica |
| Total               |                        |      | 6      |                                            |

### Primera Fase

#### Grupo A
| Pos. | Equipo    | PJ | G | P | PF | PC | DP  | Clasificación    |  | Bandera de Bélgica | Bandera de Eslovenia | Bandera de Ucrania |
| ---- | --------- | -- | - | - | -- | -- | --- | ---------------- |  | ------------------ | -------------------- | ------------------ |
| 1    | Bélgica   | 2  | 2 | 0 | 39 | 32 | +7  | Semifinales      |  | —                  | 20–18                | 19–14              |
| 2    | Eslovenia | 2  | 1 | 1 | 39 | 34 | +5  | Cuartos de Final |  | 18–20              | —                    | 21–14              |
| 3    | Ucrania   | 2  | 0 | 2 | 28 | 40 | −12 | Cuartos de Final |  | 14–19              | 14–21                | —                  |

 Fuente: FIBA
Criterios de clasificación: 1) Victorias; 2) Enfrentamientos directos; 3) Puntos anotados; 4) Diferencia de puntos.

#### Grupo B
| Pos. | Equipo   | PJ | G | P | PF | PC | DP  | Clasificación    |  | Bandera de Hungría | Bandera de Mongolia | Bandera de Rumania |
| ---- | -------- | -- | - | - | -- | -- | --- | ---------------- |  | ------------------ | ------------------- | ------------------ |
| 1    | Hungría  | 2  | 2 | 0 | 42 | 24 | +18 | Semifinales      |  | —                  | 21–8                | 21–16              |
| 2    | Mongolia | 2  | 1 | 1 | 30 | 30 | 0   | Cuartos de Final |  | 8–21               | —                   | 22–9               |
| 3    | Rumania  | 2  | 0 | 2 | 25 | 43 | −18 | Cuartos de Final |  | 16–21              | 9–22                | —                  |

 Fuente: FIBA
Criterios de clasificación: 1) Victorias; 2) Enfrentamientos directos; 3) Puntos anotados; 4) Diferencia de puntos.

#### Cuartos de final
| FECHA              | HORA  |           |     |         | RESULTADO |
| ------------------ | ----- | --------- | --- | ------- | --------- |
| 6 de junio de 2021 | 16:05 | Mongolia  | vs. | Ucrania | 19-17     |
| 6 de junio de 2021 | 16:30 | Eslovenia | vs  | Rumania | 21-12     |

#### Semifinales
| FECHA              | HORA  |           |     |          | RESULTADO |
| ------------------ | ----- | --------- | --- | -------- | --------- |
| 6 de junio de 2021 | 18:15 | Bélgica   | vs. | Mongolia | 16-15     |
| 6 de junio de 2021 | 18:40 | Eslovenia | vs  | Hungría  | 16-19     |

#### Final
| FECHA              | HORA  |         |     |         | RESULTADO |
| ------------------ | ----- | ------- | --- | ------- | --------- |
| 6 de junio de 2021 | 20:00 | Bélgica | vs. | Hungría | 21-14     |

La selección de Bélgica se clasifica para los Juegos Olímpicos de Tokio 2020.